# Malé Březno (district de Most)
Pour les articles homonymes, voir Malé Březno et Březno.
Malé Březno (en allemand : Kleinpriesen) est une commune du district de Most, dans la région d'Ústí nad Labem, en Tchéquie. Sa population s'élevait à 214 habitants en 2021.

## Géographie
Malé Březno se trouve à 7 km au sud-ouest du centre de Most, à 42 km au sud-ouest d'Ústí nad Labem et à 76 km au nord-ouest de Prague.
La commune est limitée par Most au nord et à l'est, par Lišnice au sud-est, par Havraň au sud et à l'ouest, et par Strupčice et Vrskmaň à l'ouest. Elle inclut l'ancien village de Bylany u Mostu.

## Histoire
La première mention écrite du village date de 1334.

## Transports
Par la route, Lužice se trouve à 9 km de Most, à 53 km d'Ústí nad Labem et à 87 km de Prague.